# Lockheed U-2
Il Lockheed U-2 (battezzato "Dragon Lady") è un aereo statunitense da ricognizione ad alta quota, equipaggiato con apparecchiature video e fotocamere, fabbricato dalla Lockheed.
Essendo un aereo monoposto, è compito dello stesso pilota la verifica del soggetto inquadrato, prima di azionare la fotocamera. Ciò avviene tramite uno schermo posto nella parte alta della console di comando del velivolo, che riproduce l'immagine catturata dall'obiettivo. Ne esistono anche varianti per lo spionaggio elettronico.

## Storia del progetto
Nei primi anni '50 gli Stati Uniti furono contagiati dalla paura di un'imminente guerra nucleare con l'Unione Sovietica e i vertici delle forze armate non sapevano se i loro uomini e i loro mezzi sarebbero stati sufficienti (per numero e per addestramento) a fermare i loro avversari sovietici perché di quello che accadeva al di là della cortina di ferro non si sapeva nulla. Anche l'infiltrazione di alcune spie si rivelò inutile, in quanto tutte le installazioni militari sovietiche erano rigorosamente off-limits. Il generale Curtis LeMay, comandante in capo del SAC, continuava a richiedere nuovi bombardieri, nel timore che i sovietici ne disponessero in maggior numero e di più moderni e premeva perché gli Stati Uniti attaccassero per primi. Era quindi necessario sbirciare al di là della cortina di ferro per evitare di sopravvalutare l'avversario o, peggio ancora, di sottovalutarlo ed evitare una seconda Pearl Harbor a causa di una carenza di intelligence.
Fu in questo clima che ebbe origine lo sviluppo del Lockheed U2, dopo che la USAF aveva bandito un concorso per la costruzione di un nuovo ricognitore ad alta quota. Tra i velivoli presi in considerazione ci furono l'X-16, sviluppato dalla Bell, l'M-195, sviluppato dalla Fairchild, e il RB-57D, sviluppato dalla Martin. Solo successivamente anche la Lockheed presentò un proprio progetto elaborato da Kelly Johnson, che portava la sigla CL-282. Il progetto di Johnson si basava sul caccia intercettore F-104 opportunamente modificato, del quale fu inizialmente riutilizzato anche il turboreattore, successivamente sostituito da un Pratt & Whitney J75.
Inizialmente ignorato, il progetto di Johnson fu in seguito al centro delle attenzioni della USAF, ma anche da parte di molti membri civili della commissione incaricati di scegliere il migliore tra i progetti presentati, perché era il più economico e meno rischioso. L'idea di base era semplice: costruire un aereo lento, che quindi consumasse poco per avere il massimo dell'autonomia disponibile ma che volasse talmente alto da non poter essere intercettato in alcun modo. Primo tra tutti a prestare notevoli attenzioni al progetto di Johnson fu Edwin Herbert Land, che presentò il progetto al direttore della CIA Allen Dulles. Dopo aver ricevuto l'approvazione anche dal presidente Dwight Eisenhower la Lockheed ricevette l'incarico di fornire un primo lotto di 20 velivoli per il valore di 22,5 milioni di dollari (interamente pagati dalla CIA). Il progetto dell'U-2 fu ribattezzato Aquatone e un'équipe di astronomi e di esperti di fotografia cominciò a ideare appositi apparecchi fotografici e relative pellicole (che erano lunghe qualche migliaio di metri) idonei per essere imbarcati. Gli apparecchi ricevettero in seguito la sigla U-2, che indicava in modo generico il loro ruolo (U-2 sta per Utility 2, vedi: designazione degli aerei USA).
Il progetto di Johnson, essendo classificato Top Secret, richiedeva un luogo appropriato per lo sviluppo e le prime prove in volo. La base dell'USAF di Edwards, luogo abituale dei test della Lockheed, cominciava a essere troppo conosciuta e Johnson si mise così alla ricerca di una zona appartata e lontana da eventuali sguardi indiscreti, accompagnato da Tony LeVier, il migliore pilota di test della Lockheed e tester designato dell'U2. Dopo aver vagato in auto per diversi Stati del sud-ovest, Johnson seguì il consiglio di un addetto della CIA, che gli suggerì una pista abbandonata dove questi aveva lavorato durante la seconda guerra mondiale. Questa pista si trovava nei pressi del Groom Lake, all'interno del poligono di tiro della Nellis Air Force Base e, durante la guerra, era stata usata per addestrare i piloti che avrebbero partecipato al secondo conflitto mondiale; a quei tempi faceva parte del NTS, Nevada Test Site, per i test nucleari. Ottenute le autorizzazioni, Johnson e Richard Bissell (il responsabile del progetto Aquatone) cominciarono a costruire una nuova pista e le autorità del NTS giustificarono il tutto come un impianto di servizio per futuri test nucleari e, in seguito, come pista di decollo per aerei meteorologici denominata Watertown. Oggi questo luogo è comunemente conosciuto come Area 51.
Il primo volo avvenne il 4 agosto 1955. L'U-2 non è un aereo facile da pilotare e non dà molta sicurezza ai piloti. Le lunghe ali gli conferiscono una grande spinta verso l'alto, il che rende difficoltoso l'atterraggio, e richiede che ci siano delle vetture lungo la pista a seguire l'aereo e guidare il pilota via radio in questa fase. Anche il decollo non è una procedura semplice in quanto la visuale del pilota lungo la pista è molto ridotta. L'aereo ha solo due carrelli, uno anteriore e uno posteriore, ambedue centrali. Per il solo decollo ci sono dei carrellini a molla sotto le ali che si staccano subito dopo che il mezzo si solleva dal suolo, ma una volta atterrato l'aereo non ha appoggio stabile a tre punti, ma solo nei due punti centrali; questo fa inclinare da un lato l'aereo e una delle due ali striscia al suolo con le estremità che hanno delle superfici apposite in titanio che sono sostituite a ogni volo. Le ali sono molto lunghe e sottili; si devono evitare manovre brusche che potrebbero causare la rottura delle ali ed è molto facile andare in stallo. Tutto ciò provocò alcuni incidenti mortali durante le fasi di collaudo. Inoltre il fatto che l'U-2 sia interamente costruito a mano fa sì che ogni aereo costruito abbia un proprio "carattere".
I primi voli spia dell'U-2 diedero subito ottimi risultati e contribuirono a tranquillizzare i vertici militari statunitensi sulla situazione militare in URSS e a evitare che l'industria statunitense continuasse a fornire armi e veicoli in numero sempre crescente. Per esempio, in occasione di un air show a Mosca, furono presentati nuovi modelli di bombardieri sovietici; subito si pensò che ne potessero essere stati già costruiti numerosi esemplari da destinare alle varie basi sparse nell'Unione Sovietica e pronti ad attaccare gli Stati Uniti, ma i voli dell'U-2 poterono verificare che ne era stata costruita solo qualche decina e che i bombardieri erano tutti concentrati in un'unica base lontano dal territorio americano. Inoltre furono i principali responsabili della scoperta delle installazioni missilistiche sovietiche a Cuba nel 1962. Ma le missioni più segrete furono quelle che gli U-2 compirono ai danni di britannici, francesi e israeliani in seguito alle quali i vertici militari statunitensi scoprirono che i francesi e gli israeliani avevano mentito riguardo al numero di Mirage ceduti all'aviazione israeliana.
Tuttavia, l'avanzare delle tecnologie rese l'U-2 individuabile dai radar sovietici, che seguivano la scia lasciata dal Granger (un dispositivo di disturbo dei radar), dopo pochi voli; questo fece sì che si potesse studiare un modo per intercettarlo tramite missili SAM, anche grazie alla sua velocità non elevata. Gli americani, grazie ad alcune foto scattate degli stessi U-2, cominciarono a essere consapevoli di questa possibilità e le autorità decisero di ridurre drasticamente il numero di voli nei cieli sovietici. La conferma definitiva della vulnerabilità dell'U-2 la si ebbe quando il tenente Gary Powers fu abbattuto nei cieli dell'URSS nel corso dell'ultima missione di spionaggio sul territorio sovietico prevista per l'U-2. Nel 1962, subito dopo la crisi cubana, ne fu abbattuto un esemplare anche sui cieli di Cuba. Questi episodi fecero sì che l'U-2 venisse sostituito, a metà anni '60, dall'SR-71 Blackbird.

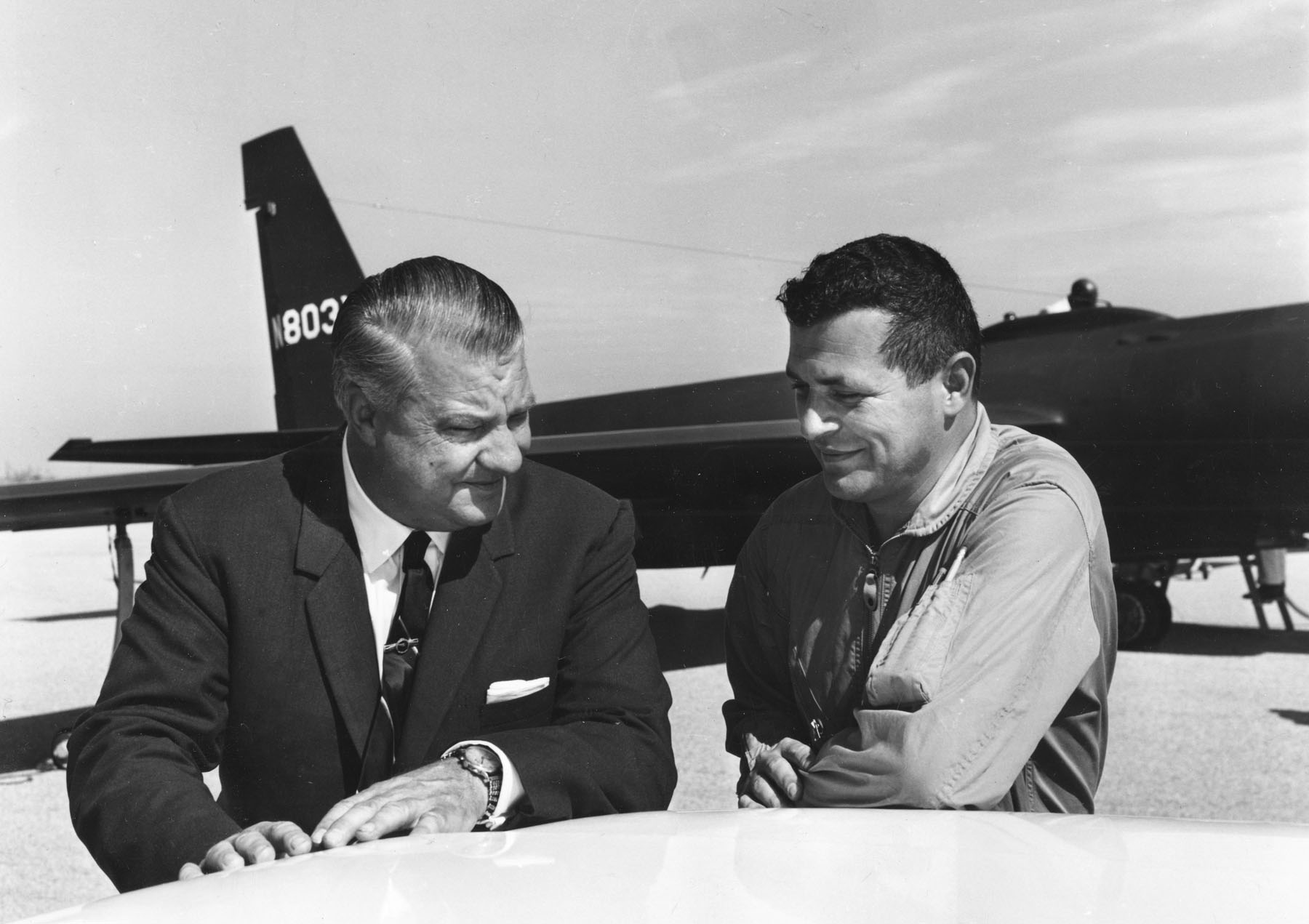
Kelly Johnson e Gary Powers davanti a un U-2

Nonostante ciò lo sviluppo dell'U-2 continuò e una versione maggiorata dell'U-2 chiamata U-2R si alzò in volo il 28 agosto 1967 e rappresenta il modello di produzione finale come risposta ai difetti riscontrati sui primi U-2, dotato di una cellula più grande e riprogettata per alloggiare nuovi turboreattori. Nel 1980 fu poi sviluppata una versione migliorata, denominata TR-1A, della quale furono prodotti 27 esemplari fino al 1987. La qualità del progetto U-2 è dimostrata dal fatto che questo aereo è "sopravvissuto" a quasi sessant'anni di storia aeronautica. L'U-2 fu eccezionalmente venduto, oltre che all'USAF e alla NASA, anche all'Aeronautica Militare di Taiwan. Questa tra il 1961 e il 1974, utilizzò 19 U-2A/C/G per i voli di ricognizione sulla Cina..

### Dismissione
Attualmente diversi esemplari di U-2 sono ancora operativi e svolgono compiti di ricognizione negli odierni teatri di guerra come Iraq e Afghanistan. Tuttavia, nel 2005, il segretario alla difesa Donald Rumsfeld e il Pentagono hanno approvato, in una politica di riduzione dei costi e di riorganizzazione dell'USAF, la radiazione degli ultimi U-2 operativi entro il 2012 insieme alla riduzione delle flotte di F-117 e B-52. Nonostante ciò, nel 2009, il Congresso non ha approvato la legge che conteneva la radiazione dell'U2 in quanto non ci sono mezzi adeguati a sostituirlo. Anche l'Aeronautica è fortemente contraria a questa legge perché aprirebbe delle lacune nelle sue capacità di ricognizione aerea ad alta quota, almeno finché i droni RQ-4 Global Hawk e RQ-170 Sentinel non saranno completamente operativi. A settembre 2019 risultano in servizio 27 U-2S e 4 U-2SA. All'inizio del 2023, il New York Times riporta: "[...] un pallone sonda spia cinese è stato seguito da un U-2 per diverso tempo prima di essere abbattuto [...]".

## Incidenti internazionali
L'U-2 è in servizio operativo dalla fine degli anni cinquanta e la sua notorietà deriva anche dall'essere stato al centro di numerose crisi internazionali durante la guerra fredda. Come accennato, fu grazie alle missioni di ricognizione dell'U-2 che fu scoperto il dispiegamento a Cuba dei missili balistici sovietici con testata nucleare, fatto che innescò la gravissima crisi dei missili di Cuba del 1962. Infatti durante un volo di routine vennero scattate delle foto che raffiguravano delle installazioni di SAM sovietici e diversi altri impianti sospetti in costruzione; un volo successivo stabilì che i SAM erano stati posti a protezione di quelli che sembravano chiaramente essere dei silos di missili balistici Sandal, di fabbricazione sovietica. Un'ulteriore ricognizione a bassa quota condotta da un F-101 Voodoo confermò gli esiti dei voli precedenti.
Durante ulteriori ricognizioni sull'isola, il 27 ottobre 1962, un U-2 fu abbattuto nello spazio aereo cubano; il pilota R. Anderson morì. L'abbattimento, avvenuto quando la crisi dei missili era ormai conclusa, fu attribuito a un ufficiale dal grilletto facile.

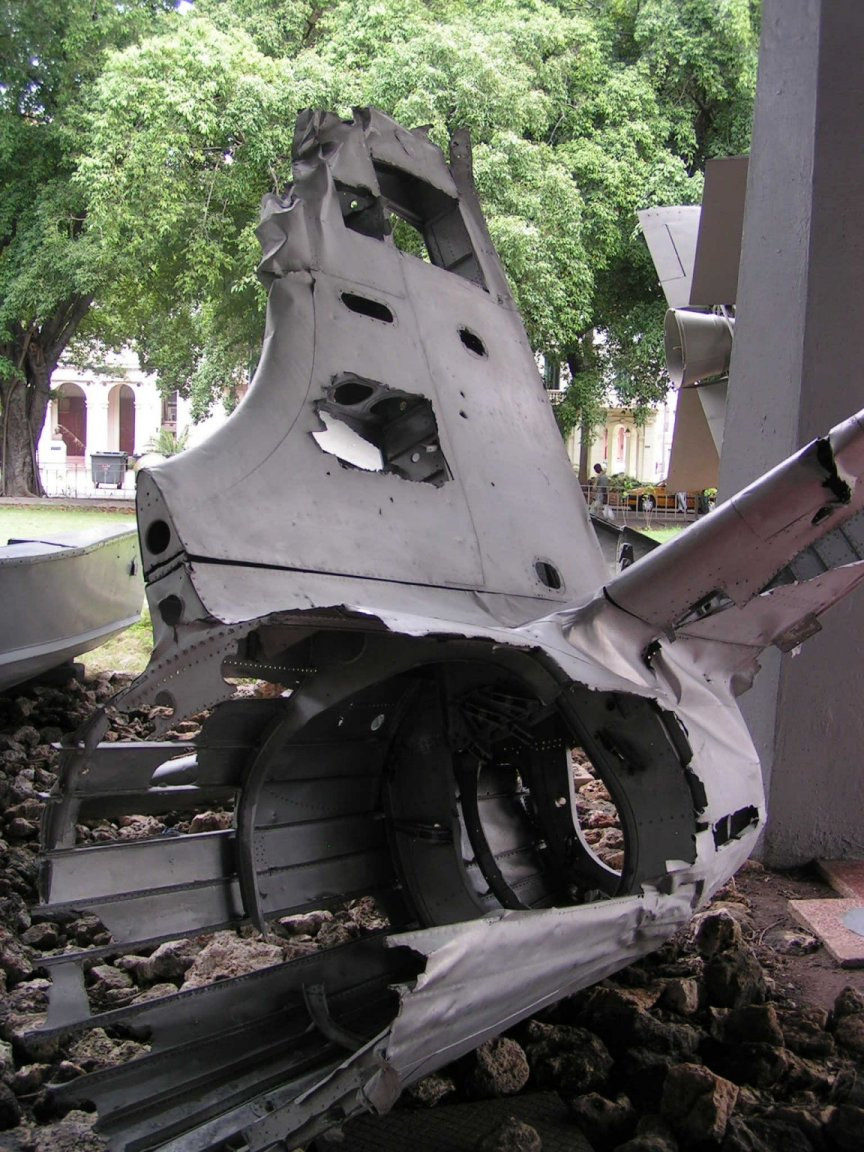
La parte posteriore dell'U-2 di Anderson esposto all'Avana

In precedenza, il 1º maggio 1960 un altro aereo-spia U-2, pilotato da Gary Powers, un veterano dell'U-2, fu abbattuto durante una missione in prossimità della città di Ekaterinburg, causando la cosiddetta crisi degli U-2. I dettagli di questo episodio, che influenzò a lungo in modo negativo le relazioni fra Stati Uniti e Unione Sovietica, risultano ancora oggi poco chiari.
Un ex pilota sovietico, Igor Mentyukov, intervistato dal giornale russo Trud, dopo avere mantenuto il suo segreto per 36 anni, ha rivelato quella che sarebbe "la vera storia" di uno dei momenti più drammatici e discussi della guerra fredda. Secondo quanto riportato nell'intervista, nell'occasione del volo di Gary Powers, i militari sovietici, che stavano già da tempo mettendo a punto i propri SAM per abbattere gli aerei spia, furono molto risoluti nella loro azione: i problemi, però, ci furono e furono coperti da una coltre di silenzio. Infatti il suo aereo, un caccia Sukhoi Su-9, quando gli fu ordinato di abbattere l'aereo spia, era disarmato. Mentyukov ha affermato che, nel momento in cui riuscì a sorpassare l'U-2, questo venne a trovarsi nella sua scia, una corrente d'aria che procedeva alla velocità di 180 metri al secondo. L'U-2, non progettato per resistere a sollecitazioni così brusche, andò probabilmente in stallo e le ali cedettero. "Tutto accadde per caso", ha concluso Mentyukov. L'ex pilota sovietico ha riferito che i suoi superiori avrebbero mentito e costruito una versione di propaganda, desiderosi di rafforzare la convinzione di una perfetta efficienza del sistema difensivo missilistico sovietico nella mente del Segretario del Partito Comunista, il Primo ministro sovietico, Nikita Chruščëv, che nel periodo immediatamente precedente a questo evento aveva avuto parole molto dure nei confronti dei comandanti della difesa antiaerea, accusandoli di essere incapaci di abbattere i fastidiosi aerei spia U-2, che regolarmente sorvolavano punti nevralgici del paese. Pur sapendo come erano andate le cose, i sovietici preferirono non rivelare i fatti reali, insistendo per oltre 30 anni a dire che l'U2 fu abbattuto da un missile sovietico. D'altronde da parte occidentale non si è mai affermato che l'U-2 fu colpito direttamente, ma si è semplicemente ipotizzato che sia stato danneggiato gravemente dallo spostamento d'aria provocato dall'esplosione ad alta quota, costringendo il pilota a lanciarsi.
In realtà, come ha specificato Mentyukov, mentre due coppie di MiG-21 erano pronte a decollare, le batterie missilistiche entrarono davvero in funzione, ben 16 missili S-75 (modello che la NATO chiama SA-2) furono lanciati da terra contro il bersaglio ma riuscirono ad abbattere solo un caccia MiG-19 che non aveva fatto in tempo ad allontanarsi dall'area, uccidendone il pilota Sergej Safronov, in seguito decorato con l'Ordine della Bandiera rossa. D'altra parte, ha aggiunto, se fosse stato davvero un missile a colpire l'aereo spia americano, lo avrebbe letteralmente sbriciolato e Powers sarebbe sicuramente morto: invece riuscì a lanciarsi. Il pilota statunitense fu poi catturato, processato, condannato e liberato in uno scambio di spie. Il premier Chruščëv si dimostrò soddisfatto, avendo ottenuto la vittoria che aspettava da tanto tempo, e avendola per di più ottenuta nel giorno delle celebrazioni del 1º maggio, la festa più importante del calendario sovietico.
Altro episodio avvenne nel 1962 quando un ricognitore U-2 statunitense in volo sopra il Polo Nord perse la rotta a causa dell'aurora boreale e finì per violare lo spazio aereo sovietico. Immediatamente vennero inviati aerei da caccia sovietici per intercettarlo temendo che fosse un bombardiere nucleare; dall'altra parte si inviarono degli intercettori F-102 con missili aria-aria sia convenzionali sia a testata nucleare AIM-26 Super Falcon per scortare l'U-2 a casa. Soltanto l'uscita dell'aereo spia dallo spazio aereo sovietico che nel frattempo aveva esaurito il carburante e stava veleggiando verso lo spazio internazionale, evitò una battaglia forse nucleare nei cieli artici.
Fonti russe attestano altri cinque abbattimenti in territorio cinese di U-2 in forza a Taiwan.

## Altri incidenti
L'U-2 ha provveduto, in tempo di pace, a raccogliere informazioni per le agenzie di investigazione un po' in tutto il mondo e, anche se ormai quasi superato dalla ricognizione satellitare, è stato ancora utile in varie occasioni, tra cui nell'operazione Desert Storm.
Si è a conoscenza anche di incidenti avvenuti ad alcuni esemplari di questo aereo:
- Il 26 gennaio 2003 un aereo cadde in Corea del Sud nelle vicinanza della base aerea di Osan, causando la morte di tre coreani e distruggendosi nell'incidente. Il pilota non subì danni particolari avendo potuto azionare tempestivamente il seggiolino eiettabile. L'indagine successiva all'incidente portò alla conclusione che le cause del disastro furono un problema al motore, in concomitanza con le pessime condizioni atmosferiche.
- Il 21 giugno 2005 un U-2 si schiantò al suolo al ritorno da una missione nei cieli dell'Afghanistan. Il pilota, di stanza in una base degli Emirati Arabi Uniti, precipitò in fase di atterraggio perdendo la vita. Sono ancora sconosciute le cause dell'incidente.

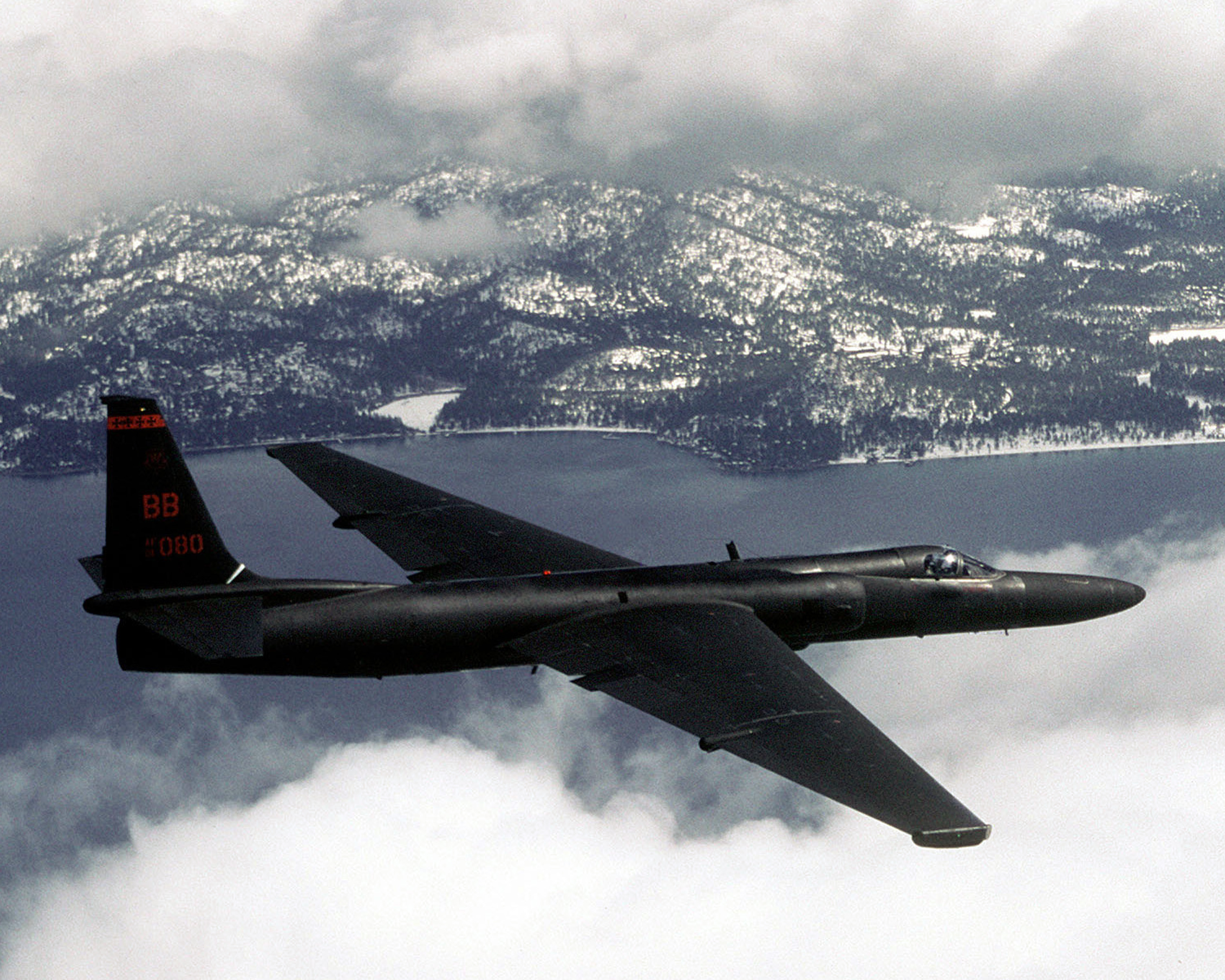
Lockheed U-2

- il 20 settembre 2016 un U-2 precipitò durante una missione di addestramento in una zona isolata nel Nord della California. Uno dei due piloti morì e l'altro rimase ferito.[14]

## Utilizzatori
Stati Uniti
- USAF

27 U-2S e 4 TU-2S in servizio al dicembre 2019, che saranno sottoposti a un ulteriore aggiornamento che permetterà di allungarne la vita operativa di altri 15 anni.
- NASA

 Taiwan
- Zhōnghuá Mínguó Kōngjūn

19 tra U-2A, U-2C e U-2G in servizio dal 1961 al 1974.